# Yudai Nitta
Yudai Nitta (jap. 新田祐大 Nitta Yudai; ur. 25 stycznia 1986 w Aizuwakamatsu) − japoński kolarz torowy, srebrny medalista mistrzostw świata.

## Kariera
Pierwszy sukces w karierze osiągnął w 2004 roku, kiedy zdobył srebrny medal w sprincie podczas igrzysk azjatyckich juniorów. Na rozgrywanych dwa lata później igrzyskach azjatyckich w Doha zdobył złoty medal w sprincie drużynowym. Podczas igrzysk azjatyckich w Kantonie w 2010 roku był drugi w sprincie drużynowym i trzeci w sprincie indywidualnym. Kolejne dwa medale wywalczył na igrzyskach azjatyckich w Dżakarcie/Palembangu w 2018 roku, zajmując drugie miejsce w keirinie i trzecie w sprincie drużynowym. Ponadto podczas mistrzostw świata w Pruszkowie w 2019 roku wywalczył srebrny medal w keirinie. W zawodach tych rozdzielił na podium Matthijsa Büchliego z Holandii i Niemca Stefana Böttichera. 
Startował na igrzyskach olimpijskich w Londynie w 2012 roku, gdzie był ósmy w sprincie drużynowym. Brał też udział w igrzyskach olimpijskich w Tokio w 2020 roku, zajmując 16. miejsce w keirinie i 26. miejsce w sprincie.